# Тимус
Ти́мус або загрудни́нна за́лоза (лат. thymus) — належить до центральних залоз імунного захисту, кровотворення, в якому відбувається диференціація Т-лімфоцитів, що потрапляють сюди з током крові з кісткового мозку. Тут виробляються регуляторні пептиди (тимозин, тимулін, тимопоетин), що забезпечують розмноження та дозрівання Т-лімфоцитів у центральних і периферійних органах кровотворення, а також низку біологічних активних речовин: інсуліноподібний фактор, що зменшує рівень глюкози в крові, кальцитоніноподібний фактор, що знижує рівень кальцію в крові, та фактор росту, що забезпечує ріст тіла.

## Топографія і будова

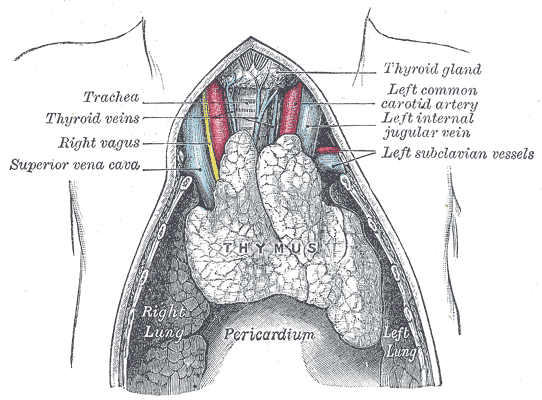
Топографічне розташування тимуса.

Розташований тимус у передній частині верхнього середостіння, позаду ручки груднини і верхньої частини її тіла, у проміжку між правою і лівою середостінними частинами пристінкової плеври. Місце розташування залози збігається з проєкцією на передню стінку грудної клітки верхнього міжплеврального поля. Її утворюють дві асиметричні й дещо видовжені частки — права й ліва, які посередині зрослися між собою. Кожна з часток загруднинної залози має конусоподібну форму. Верхівки обох часток розташовані в межах передньої ділянки шиї, позаду груднинно-під'язикового і груднинно-щитоподібного м'язів. Позаду залози розташовані верхня частина серця, дуга аорти з великими судинами, що відгалужуються від неї, ліва плечо-головна і верхня порожниста вени.
Зовні тимус вкритий сполучнотканинною капсулою, від якої всередину органа відходять перегородки, що поділяють орган на часточки. Часточка є структурною і функціональною одиницею тимуса. Основа часточки утворена каркасом з клітин зірчастої форми — епітеліоретикулоцитів, які лежать на базальній мембрані, контактують відростками й утворюють сітчасту структуру. Проміжки між епітеліоретикулоцитами заповнені переважно Т-лімфоцитами, меншою мірою — макрофагами. Існує три типи епітеліоретикулярних клітин:
- секреторні, які синтезують регулюючі пептиди та біологічно-активні речовини
- «клітини-няньки», які оточують активно проліферуючі Т-лімфобласти
- периваскулярні клітини, які присутні лише в кірковій речовині та входять до складу гематотимусного бар'єру.

У часточці тимуса розрізняють:
- центральну ділянку, яка на гістологічних препаратах забарвлена світліше — мозкова речовина
- периферійну ділянку, яка на гістологічних препаратах забарвлена темніше — кіркову речовину

### Кіркова речовина

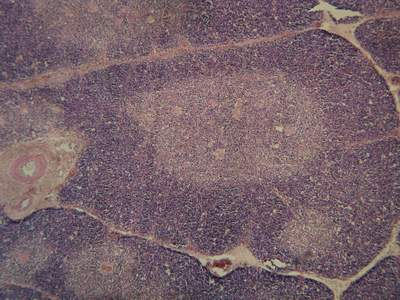
Гістологічний мікрофотознімок нормальної тканини тимуса

Містить компактно розташовані малі та середні лімфоцити в оточенні макрофагів з їх різновидом — дендритні клітини. Під капсулою розташовані Т-лімфобласти, що переходять у кіркову речовину тимуса з червоного кісткового мозку. Під впливом тимуліну, гемопоетину та тимозину, які виробляють секреторні епітеліоретикулоцити, відбувається розмноження і диференціація Т-лімфобластів, а також фагоцитоз частини новоутворених Т-лімфоцитів. Відібрані (нефагоцитовані) Т-лімфоцити мігрують у мозкову речовину, звідки током крові можуть надходити до периферійних органів лімфопоезу, де проходить їх подальша проліферація та диференціація. Лімфоцити кіркової речовини тимуса відмежовані від крові гематотимусним бар'єром, який запобігає доступу надлишкової кількості антигенів із судинного русла до лімфоцитів кіркової речовини. Він утворений ендотеліальними клітинами кровоносних капілярів з базальною мембраною та суцільним пластом епітеліоретикулоцитів, які обмежують перикапілярний простір і лежать на базальній мембрані. Гематотимусний бар'єр непроникливий для тих лімфоцитів, які мають циторецептори до власних антигенів організму, що запобігає розвитку аутоімунних реакцій.

### Мозкова речовина

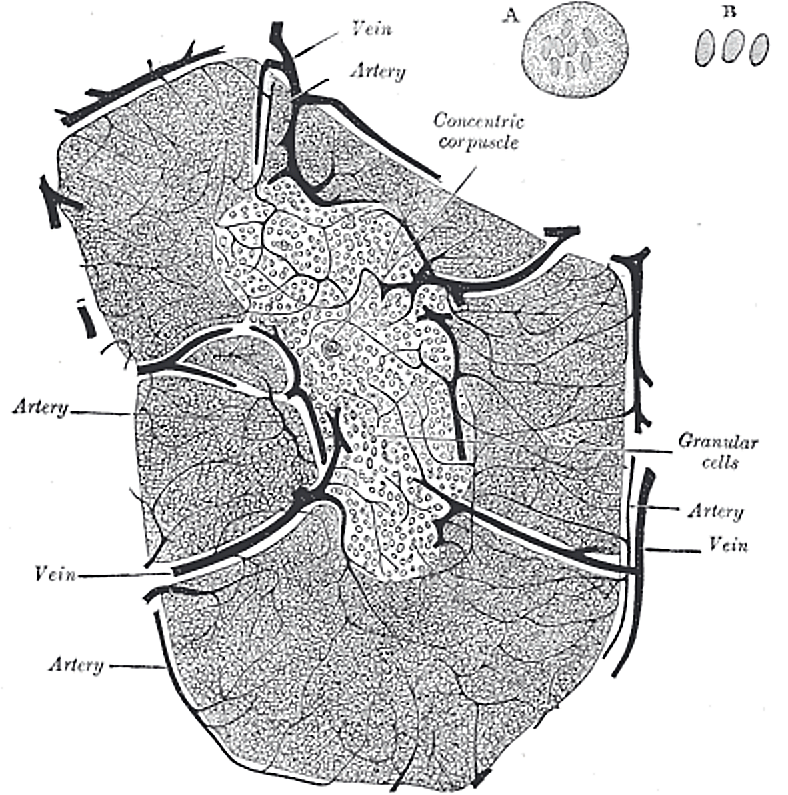

Утворена невеликою кількістю малих, середніх і великих Т-лімфоцитів і Т-лімфобластів, які оточені епітеліоретикулоцитами та макрофагами. Т-лімфоцити мозкової речовини можуть виходити у периферійній кровообіг і повертатися назад в тимус. У середній частині мозкової речовини розташовані тільця Гассаля — концентричні нашарування епітеліальних ретикулоцитів, що є характерною морфологічною ознакою тимуса. На гістологічних препаратах тільця забарвлені оксифільно. Кількість тілець Гассаля у людини зростає до періоду статевого дозрівання, потім їх кількість зменшується. Функція тілець остаточно не встановлена.

## Розвиток
Тимус формується у людини на п'ятому тижні ембріогенезу з епітелію 3-4 пар зябрових кишень. Часточки утворюються на третьому місяці, і в них у цей період розвитку можна помітити кіркову і мозкову речовини та тільця тимуса. Найбільшої маси в 37,5 г тимус досягає в ранньому дитячому віці та до періоду статевого дозрівання. У віці понад 16 років маса залози поступово зменшується. Вікова інволюція проявляється поступовою заміною паренхіми жировою, пухкою сполучною тканиною, також зменшенням кількості лімфоцитів, особливо в кірковій речовині та збільшенням кількості тілець Гассаля в мозковій речовині. У віці 50-90 років маса органа становить 13,4 г. Навіть у старечому віці лімфоїдна тканина загруднинної залози повністю не зникає, залишаючись у формі острівців, оточених жировою тканиною. Ці процеси перебувають під контролем пучкової зони кори наднирникових залоз — глюкокортикостероїдами.

## Хвороби і патології
Відсутність інволюції тимуса — це прояв тяжкої патології, яку називають тиміко-лімфатичним статусом. Її супроводжує дефіцит глюкокортикостероїдів кори надниркових залоз; цей дефіцит проявляється зниженням опірності організму до інфекцій та інтоксикацій, особливо збільшується ризик виникнення злоякісних новоутворень. Під впливом несприятливих умов — травм, голоду, інтоксикацій, інфекцій — в організмі людини виникає акцидентальна інволюція тимуса. При стрес-реакції відбувається викид Т-лімфоцитів у кров, набряк епітеліальних ретикулоцитів і масова загибель лімфоцитів, особливо кіркової речовини. Через це зникає різниця між кірковою і мозковою речовинами. Ця реакція тимуса є морфологічним проявом захисних реакцій організму.

## Кровопостачання
Кровопостачання тимуса здійснюють відгалуження внутрішньої грудної артерії, вони є відгалуженнями плечо-головного стовбура. Вени тимуса впадають у внутрішні грудні і плечо-головні вени.

## Іннервація
Забезпечена гілками блукаючого нерва і відгалуженням шийно-грудного і першого шийного вузлів симпатичного стовбура.

## Гормони тимуса
Залоза утворює кілька гормонів:
- тимозин
- гомеостатичний тимусний гормон
- тимопоетин І
- тимопоетин ІІ
- тимусний гуморальний фактор

Усі вони є поліпептидами і відіграють велику роль в розвитку захисних імунологічних реакцій організму, стимулюючи утворення антитіл.